# Hjubert Drajfus
Hjubert Lederer Drajfus (15. oktobar 15, 1929 – 22. april 2017) bio je američki filozof i profesor filozofije na Kalifornijskom univerzitetu u Berkliju. Njegova glavna interesovanja su uključivala fenomenologiju, egzistencijalizam i filozofiju psihologije i književnosti, kao i filozofske implikacije veštačke inteligencije. On je bio nadaleko poznat po svojoj egzegezi Martina Hajdegera, koju su kritičari nazvali „Drajfusizam“.
Drajfus je predstavljen u filmu Taoa Ruspolija Biti u svetu (2010), i bio je među filozofima koje je intervjuisao Brajan Magi za BBC televizijsku seriju Veliki filozofi (1987).
Lik iz Futurame, profesor Hjubert Farnsvort, delimično je nazvan po njemu. To je delo pisca Erika Kaplana koji je bio bivši student.

## Radovi
- 1972. What Computers Can't Do: The Limits of Artificial Intelligence.  0-06-011082-1  (At Internet Archive)
  - 2nd edition 1979  0-06-090613-8,  0-06-090624-3; 3rd edition 1992 re-titled as What Computers Still Can't Do  0-262-54067-3
- 1983. (with Paul Rabinow) Michel Foucault: Beyond Structuralism and Hermeneutics. Chicago, Ill: The University of Chicago Press.  978-0-226-16312-3 (At Open Library)
- 1986 (with Stuart Dreyfus). Mind Over Machine: The Power of Human Intuition and Expertise in the Era of the Computer. New York: Free Press.(At Open Library)
- 1991. Being-in-the-World: A Commentary on Heidegger's Being and Time, Division I.Cambridge, Massachusetts: MIT Press.  0-262-54056-8,  978-0-262-54056-8
- Dreyfus, Hubert L. (30. 10. 1992). What Computers Still Can't do: A Critique of Artificial Reason. Cambridge, Massachusetts: MIT Press. ISBN 0-262-54067-3.[7]
- 1997, Disclosing New Worlds: Entrepreneurship, Democratic Action, and the Cultivation of Solidarity (co-author, with Fernando Flores and Charles Spinosa)
- 2001. On the Internet First Edition. London and New York: Routledge.  978-0-415-77516-8; 2nd edition 1979 (At Internet Archive)[8]
- 2011. (with Sean Dorrance Kelly)  All Things Shining: Reading the Western Classics to Find Meaning in a Secular Age. (At Open Library)[9]
- 2014 Skillful Coping: Essays on the Phenomenology of Everyday Perception and Action, Mark A. Wrathall (ed.),  9780199654703 [10]
- 2015 (with Charles Taylor) Retrieving Realism. Harvard University Press,  9780198796220 [11]
- 2017 Background Practices: Essays on the Understanding of Being, Mark A. Wrathall (ed.), Oxford University Press,  9780198796220 [12]
- 2000. Heidegger, Authenticity, and Modernity: Essays in Honor of Hubert Dreyfus, Volume 1. Cambridge, Massachusetts: MIT Press.  0-262-73127-4.[13]
- Heidegger, Coping, and Cognitive Science: Essays in Honor of Hubert L. Dreyfus, Volume 2. Cambridge, Massachusetts: MIT Press. 2000. ISBN 0-262-73128-2. [13][14]
- 1965. Alchemy and Artificial Intelligence. Rand Paper.[15]

## Literatura
- Crevier, Daniel (1993). AI: The Tumultuous Search for Artificial Intelligence. New York, NY: BasicBooks. ISBN 0-465-02997-3.
- George Lakoff and Mark Johnson, 1999. Philosophy in the Flesh: the Embodied Mind and its Challenge to Western Thought. Basic Books.

## Spoljašnje veze
- Professor Bert Dreyfus at the Berkeley Philosophy Department Web page
- Professor Bert Dreyfus's UC Berkeley Home Page
- Professor Bert Dreyfus' online papers at UC Berkeley, with links to old Berkeley web page на сајту  (архивирано децембар 5, 2006)
- Hjubert Drajfus на веб-сајту  (језик: енглески)
- Copy of Article "The iPod Lecture Circuit" by Michelle Quinn in LA Times, November 2007 (Archived by Wayback Machine).
- Conversations with History, an interview, November 2005
- Hubert Dreyfus Interview October 20, 2005
- Conversations about media, culture and technology. Interview between Andrew Keen and Hubert Dreyfus February 16, 2006 on AfterTV
- Hubert Dreyfus interviewed by Bryan Magee on Husserl, Heidegger and Modern Existentialism for The Great Philosophers (1987) on YouTube
- Lectures from the course "Philosophy 185 Heidegger" (2007) by Hubert Dreyfus.(audio) (on Internet Archive). [Further of his Webcast Lectures hosted there]
- Professor Hubert Dreyfus - "Dostoevsky on how to Save the Sacred from Science" (video, 2015)